# Walenty Szwajcer

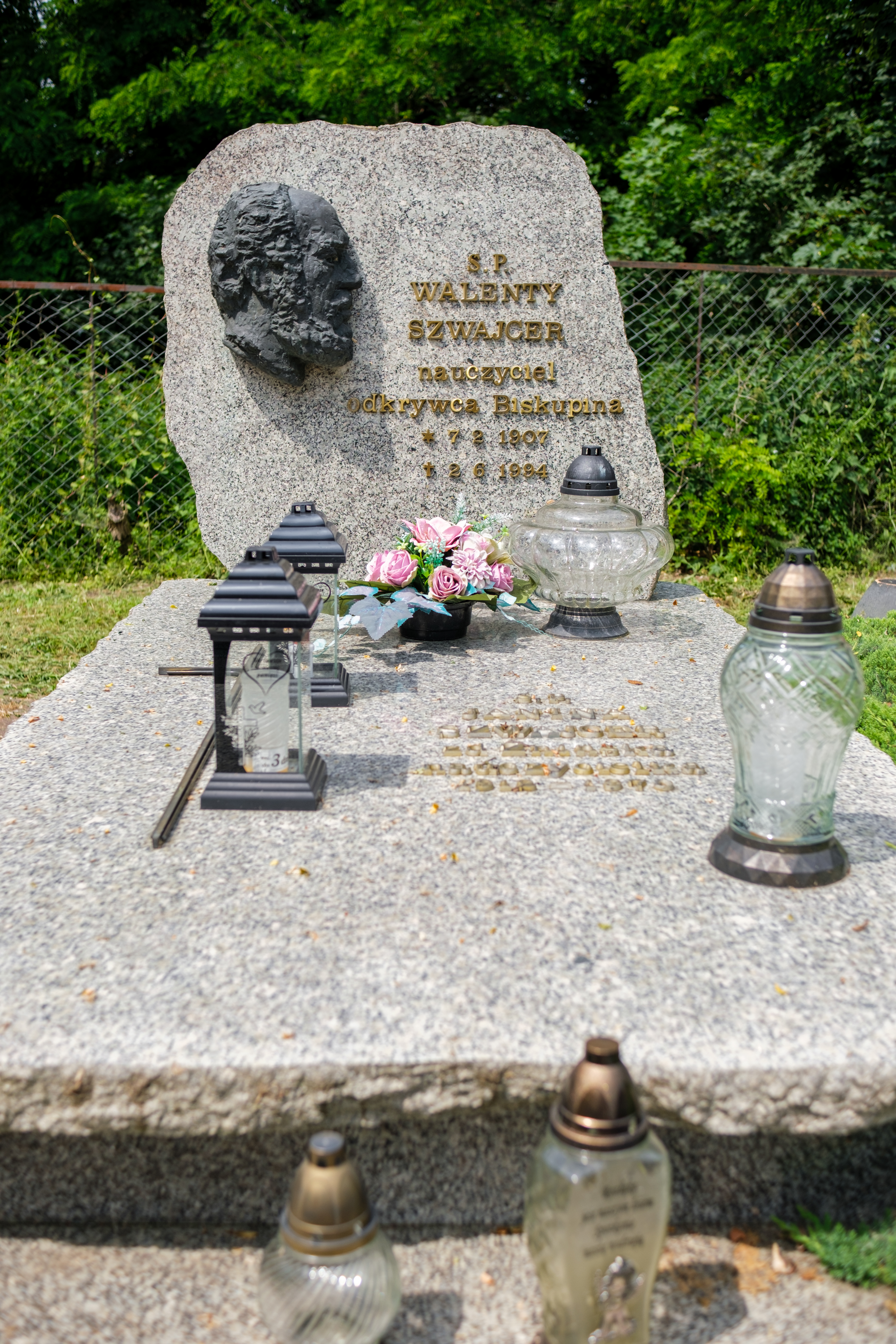
Grób Walentego Szwajcera w Wenecji

Walenty Szwajcer (ur. 7 lutego 1907 w Piastowicach, zm. 2 czerwca 1994 w Biskupinie) – polski nauczyciel, odkrywca szczątków prehistorycznej osady kultury łużyckiej w Biskupinie k. Żnina.

## Życiorys
Syn Antoniego i Julianny. Pierwotnie jego nazwisko zapisywano „Schweitzer”. W 1928 r. ukończył seminarium nauczycielskie w Wągrowcu. Pracował w szkołach w powiecie żnińskim – najpierw w Gorzycach, później w Sarbinowie. Działał przy organizacji Związku Nauczycielstwa Polskiego. W 1932 r., w czasach wielkiego kryzysu, musiał przenieść się do szkoły w Biskupinie.

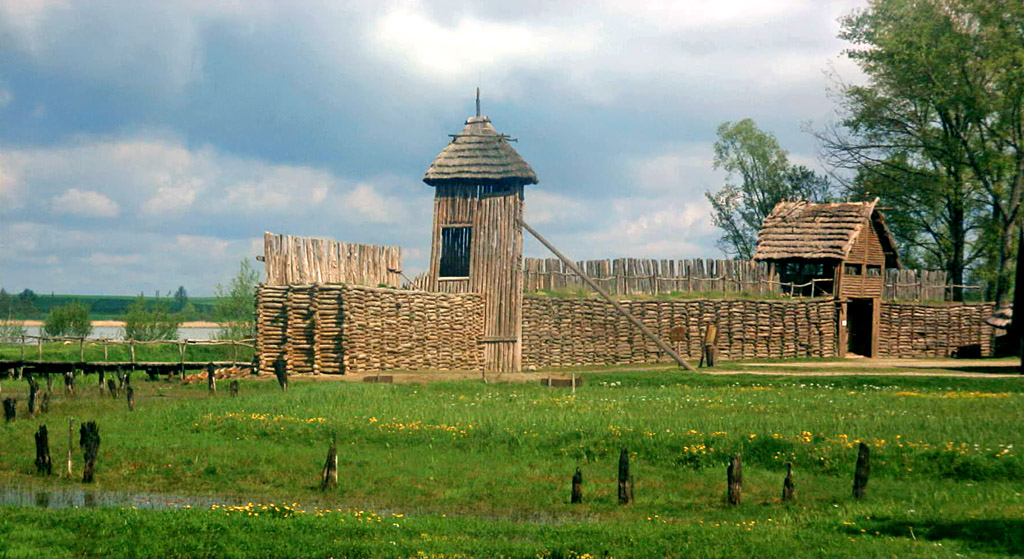
Stanowisko archeologiczne w Biskupinie

W 1932 r. podczas jednego ze spacerów po półwyspie na Jeziorze Biskupińskim zauważył fragmenty ceramiki oraz wystające z wody drewniane pale. Wiosną tego samego roku pogłębiano rzekę Gąsawkę przepływającą przez jezioro, na skutek czego poziom wody opadł o kilkadziesiąt centymetrów, odsłaniając przedmioty. Szwajcer zaczął zbierać szczątki, by następnie opisać i opublikować informacje o odkryciu. Kiedy jednak wiosną 1933 r. właściciel, na którego polu znajdowało się znalezisko, zaczął niszczyć pale i zbierać przedmioty z brązu celem ich sprzedaży, nauczyciel postanowił zawiadomić władze. Jednak zarówno kuratorium, jak i referat kultury w starostwie nie wykazały zainteresowania odkryciem. Szwajcer zdobył adres prof. Józefa Kostrzewskiego, który podjął decyzję o rozpoczęciu badań jeszcze w tym samym roku.
Inne dane mówią natomiast o tym, że to nie Szwajcer odkrył pozostałości grodu: „11 października 1933 r. dzieci pasące krowy na łące zauważyły wystające z wody szeregi zaostrzonych drewnianych pali. Nie były to, jak na początku sądzono, szczyty mitycznych zabudowań, tylko pozostałości palisady otaczającej starożytny gród. O odkryciu dziatwa natychmiast poinformowała miejscowego nauczyciela Walentego Szwajcera, a ten, domyślając się, że ma do czynienia z czymś wyjątkowym, zawiadomił poznańskich archeologów. Zyskał tym sławę odkrywcy najsłynniejszego polskiego grodu i stanowiska archeologicznego w ogóle”.
Odkryte przez Szwajcera szczątki okazały się być pozostałościami prehistorycznego grodu z epoki brązu należącego do tzw. kultury łużyckiej, powstałego w VIII wieku p.n.e. Obecnie w miejscu znaleziska mieści się muzeum archeologiczne.
W latach 1974−1992 był kierownikiem Schroniska Młodzieżowego w Biskupinie.
Od 1950 był mężem Janiny Żnińskiej.
Jego grób znajduje się na cmentarzu w pobliskiej Wenecji.

## Ordery i odznaczenia
- Krzyż Oficerski Orderu Odrodzenia Polski (1987)
- Krzyż Kawalerski Orderu Odrodzenia Polski
- Złoty Krzyż Zasługi (11 listopada 1936)[3]

## Upamiętnienie
Biskupińskie Towarzystwo Archeologiczne nosi imię Walentego Szwajcera.